# Айлертхен
Айлертхен (нем. Ailertchen) — община в Германии, в земле Рейнланд-Пфальц. 
Входит в состав района Вестервальд. Подчиняется управлению Вестербург.  Население составляет 617 человек (на 31 декабря 2010 года). Занимает площадь 5,58 км².